# Sørtindane
Die Sørtindane (norwegisch für Südspitzen; in Australien Brown Peaks) sind eine Gruppe aus sieben Bergen in den Framnes Mountains im ostantarktischen Mac-Robertson-Land. Sie ragen 4 km südlich des Tvitoppen am südlichen Ende der David Range auf. Höchster Gipfel dieser Gruppe ist mit 1467 m der Gordon Peak.
Norwegische Kartografen, welche die Gruppe nach ihrer geografischen Lage benannten, kartierten sie anhand von Luftaufnahmen der Lars-Christensen-Expedition 1936/37. Das Antarctic Names Committee of Australia benannte sie dagegen 1959 nach Duncan Alexander Brown (* 1925), der als Funker bei Kampagnen der Australian National Antarctic Research Expeditions 1956 auf Macquarie Island, 1958 auf der Davis-Station und 1961 auf der Mawson-Station tätig war.